# Weddellit
Weddellit, chemisch Calciumoxalat-Dihydrat, ist ein sehr seltenes Mineral aus der Mineralklasse der organischen Verbindungen. Es kristallisiert im tetragonalen Kristallsystem mit der chemischen Zusammensetzung Ca(C2O4) · 2 H2O. Es bildet einzelne, bis zu vier Zentimeter große farblose Kristalle, die durch organische Einschlüsse gelb oder braun gefärbt sein können.

## Etymologie und Geschichte
Weddellit wurde erstmals im Verlauf der Scottish National Antarctic Expedition (1902–1904) gefunden und von Arthur Earland, einem britischen Ozeanographen, beschrieben. Die genaue Analyse des Minerals und seine Klassifizierung wurden erst 1936 durch F. A. Bannister und M. H. Hey durchgeführt. Sie benannten das Mineral nach dem Fundort, dem Weddell-Meer in der Antarktis.

## Klassifikation
In der Systematik nach Strunz wird Weddellit zu den organischen Verbindungen gezählt. In der veralteten achten Auflage bildet es dabei mit Caoxit, Coskrenit-(Ce), Glushinskit, Humboldtin, Levinsonit-(Y), Lindbergit, Minguzzit, Moolooit, Natroxalat, Novgorodovait, Oxammit, Stepanovit, Wheatleyit, Whewellit, Zhemchuzhnikovit, Zugshunstit-(Ce) die Oxalat-Gruppe, eine Untergruppe der Salze organischer Säuren. In der neuen neunten Auflage bildet es eine eigene Untergruppe der Oxalate.
In der Systematik nach Dana bildet Weddellit mit Caoxit eine Untergruppe der Salze von organischen Säuren (Oxalate).

## Kristallstruktur
Weddellit kristallisiert im tetragonalen Kristallsystem in der Raumgruppe I4/m (Raumgruppen-Nr. 87) mit den Gitterparametern a = 12,371 Å und c = 7,357 Å sowie acht Formeleinheiten pro Elementarzelle.

## Eigenschaften
Weddellit ist wasserunlöslich, an der Luft gibt er leicht Kristallwasser ab und bildet dann Whewellit.

## Bildung und Fundorte

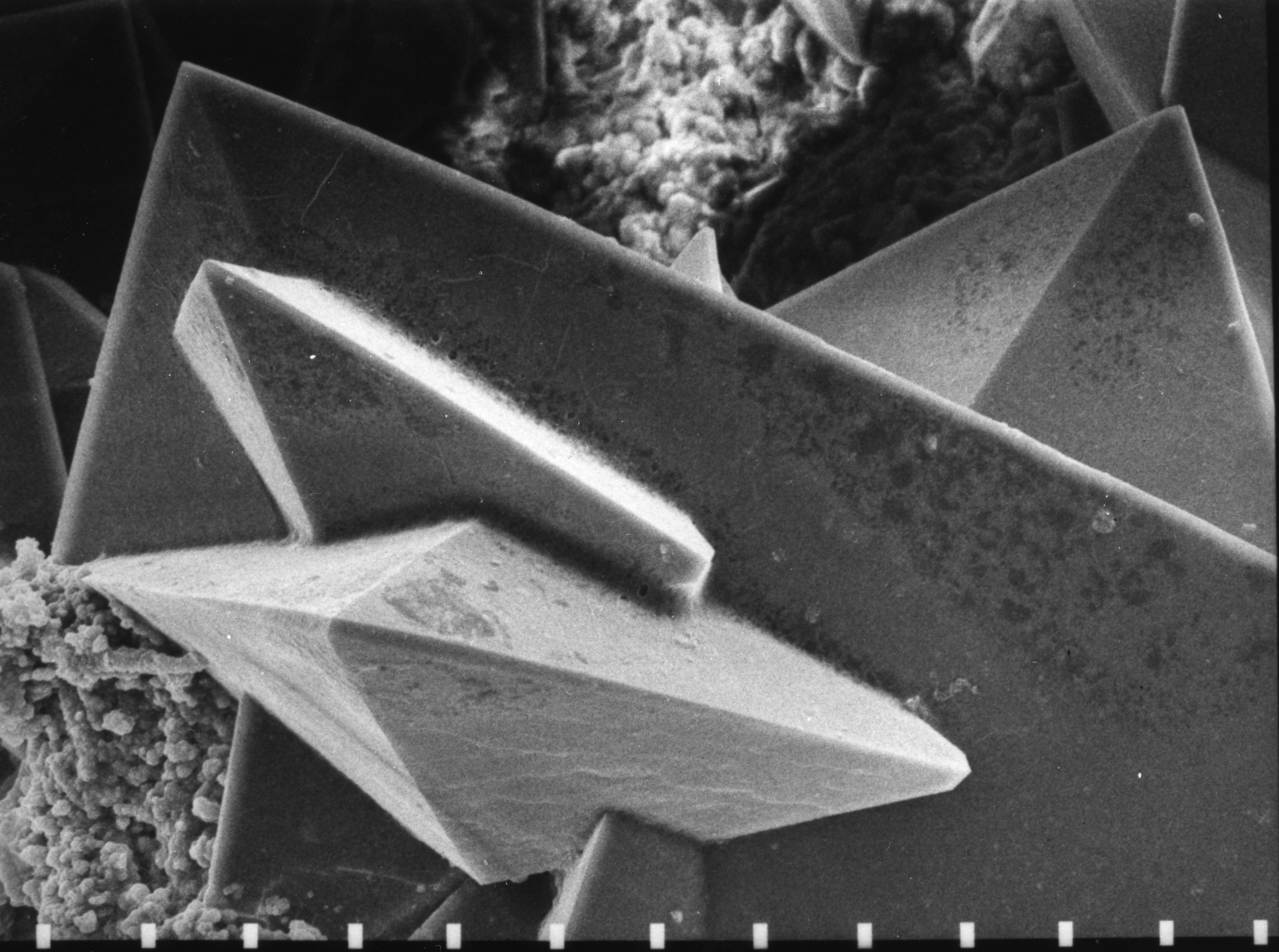
Rasterelektronenmikroskopische (REM) Abbildung tetragonaler Kristalle von Calciumoxalat-Dihydrat (Weddellit) an der Oberfläche eines Nierensteins (Beschleunigungsspannung 30 kV). Die lange Seite der Abbildung entspricht 0,35 mm.

Weddellit bildet sich authigen in Sedimenten, durch Reaktion von Calcit mit Oxalsäure, die von Flechten gebildet wurde sowie aus Fledermausguano. Neben der Typlokalität findet sich das Mineral unter anderem in mehreren Fundorten in Western Australia, der Gcwihaba-Höhle bei Maun in Botswana, dem Witoschagebirge in Bulgarien, Ellesmere Island und Haliburton County in Kanada, Xilin Hot in China, dem Schwarzwald (Deutschland), Ashover in England, sowie mehreren Orten in Italien, Russland und den Vereinigten Staaten.
Weddellit kann ein Bestandteil von Harnsteinen sein. Durch Einlagerung anderer Urinbestandteile entstehen stabile Weddellit-Kristalle, die sich zu größeren Steinen zusammenlagern können. 10 bis 15 % aller Harnsteine des Menschen bestehen aus Whewellit, womit es das zweithäufigste Harnsteinmineral ist. Weddellit-Steine kommen auch bei Hunden und Katzen vor.